# André Gago
André Nuno de Araújo Laires Mendes Gago (Lisboa, 13 de junho de 1964) é um actor, encenador e escritor português.

## Carreira
Passa pelo Teatro da Comuna (1983) onde recebeu a sua formação inicial em teatro. Frequentou vários estágios com nomes como Filipe Crawford, Peter Brook ou Colin Egan. Estreia-se como actor em Marat de Peter Weiss, dirigido por João Mota. Trabalhou com Artur Ramos (A Castro de António Ferreira - RTP), Norberto Barroca, Ricardo Pais (Clamor baseado em textos de Padre António Vieira e Luísa Costa Gomes - TNDMII), Ana Tamen (Grande e Pequeno de Botho Strauss), Almeno Gonçalves, entre outros.
Em 1987 participou em "O Físico Prodigioso", no Teatro do Triângulo.
Junto de Filipe Crawford dirigiu a companhia Meia Preta tendo representado Arlequim e Pantalone. Explorou também a commedia dell'arte onde realizou trabalhos de investigação e dirigiu diversas acções pedagógicas nessa área. Estagiou com Ferrucio Soleri no Piccolo Teatro di Milano.
Entra em Non ou a Vã Glória de Mandar (1990) de Manoel de Oliveira. Popularizou-se na televisão com a série ''Pós de Bem-Querer" (1991). Participou no filme Solo de Violino (1992) da cineasta Monique Rutler. Participa também na telenovela Cinzas,
Em 1994 participa em Milongo. Em 1995 aparece no filme A Comédia de Deus (1995) de João César Monteiro. Em televisão entra em Primeiro Amor (1996) e Vidas de Sal.
Participa nas peças "Adiós Muchachos – a Última Noite de Carlos Gardel" (1997), "Os Comicazes" e "Recitália". Assinou ainda a encenação de "Os Portas", de John Godber.
Em 2001 recebeu o Prémio Revelação da Associação Portuguesa de Escritores, na área da literatura infanto-juvenil, pelo livro "O Circo da Lua".
É, desde 2004, director da Companhia de Teatro Instável, onde em 2007 encenou e protagonizou Hamlet de W. Shakespeare.
Em 2010 publica o seu primeiro romance, “Rio Homem”, finalista do prémio Leya e Prémio PEN Clube Portugal para Primeiro Romance. Ainda nesse ano é um dos actores principais da longa-metragem "100 Eyes", do realizador holandês Thijs Bayens.

## Teatro - Criações e Encenações
- "Os 3 Últimos Dias de Fernando Pessoa", adaptação da obra de Antonio Tabucchi, Teatro S. Luiz
- "A Gargalhada de Yorick", Teatro Instável
- "Hamlet, Heterónimos, Pessoa", Teatro Instável
- "Lua!", pelo Circo da Lua, Praça Sony
- "Recitália", Teatro Instável
- "A Orquestra", de Jean Anouilh, Teatro de Animação de Setúbal
- "Hamlet", de William Shakespeare, Teatro Instável
- "Os Portas", de John Godber, Teatro Nacional D. Maria II
- "Adiós Muchachos - A Última Noite de Carlos Gardel", de José Jorge Letria, Teatro da Trindade
- "Os Comicazes e a Vã Guarda"
- "Talk Show", Teatro da Trindade
- "Dj Gago remix 2001", Teatro da Trindade
- "Desfile de Caretos", Meia Preta
- "O Físico Prodigioso", Teatro do Triângulo

## Recitais de Poesia e Concertos
- A Flor do Lácio, Teatro Instável
- Hamlet em Pessoa, Teatro Instável
- Beat Hotel, Teatro Instável
- Noite Antiquíssima, Teatro Instável
- Acerca de Música, Teatro Instável
- Caminha, Pêro Vaz, Teatro Instável
- Um Poeta no Sótão, Teatro Instável
- Flaubert—Colet, ou da Impossibilidade do Amor, com Siphiwe Mckenzie e João Paulo Santos
- A Criação, de J. Haydn, Quarteto Arabesco
- El Quijote, Orquestra de Sopros da Sertã, direcção de Vitor Feitor
- Lélio, ou O Regresso à Vida, de H. Berlioz, Orquestra Sinfónica Metropolitana, direcção de Pedro Amaral
- Lisbon Poetry Orchestra, CTL - Cultural Trend Lisbon, Transformadores

## Teatro
- "O Guardador de Rebanhos - Um Secreto Teatro", de Alberto Caeiro, encenação de Fernando Carmino, Project~
- "A Menina do Futuro Torcido", de Mia Couto, encenação de Maria João Miguel, Teatro do Noroeste CDV
- "Nick Name", de Mário Máximo, encenação de Manuel Coelho, Teatro da Malaposta
- "The Dumb Waiter", de Harold Pinter, encenação de Fernando Carmino, Project~
- "Romeu e Julieta", de W. Shakespeare, encenação de John Retallack, Produções Próspero / Teatro S. Luiz
- "Libentíssimo" e "Libentíssimo 2", de Luisa Costa Gomes e Luis Bragança Gil, Centro Cultural de Belém
- "A Tempestade", de W. Shakespeare, encenação de Tim Carrol, Produções Próspero / Teatro S. Luiz
- "Clamor", de Padre António Vieira e Luísa Costa Gomes, encenação de Ricardo Pais, Teatro Nacional D. Maria II
- "Smog", de Mario Fratti, encenação de Almeno Gonçalves, Teatrosfera
- "Grande e Pequeno", de Botho Strauss, encenação de Ana Tamen, Teatro da Trindade
- "Vórtice", de Noel Coward, encenação de Norberto Barroca, Teatro Maria Matos
- "Tarot", de Filipe Crawford, encenação de Filipe Crawford, Meia Preta
- "Cenas da Comédia del'Arte", encenação de Filipe Crawford, Meia Preta
- "Assaltos de Máscara", Meia Preta
- Visões da Febre, de John Clifford, encenação de Melinda Eltenton, ACARTE-Fundação Calouste Gulbenkian e Locomotiva Produções
- Com a Arma de Bogart, de Renato Solnado, encenação de António Fonseca, CENA-Companhia de Teatro de Braga
- Fantásio, de Alfred Musset, encenação de Rui Madeira, CENA-Companhia de Teatro de Braga
- "Amadis", de Abel Neves, encenação de João Mota, Comuna
- "Para Onde Ís?", a partir de Gil Vicente, encenação de João Mota, Comuna
- "Marat", de Peter Weiss, encenação de João Mota, Comuna

## Cinema
- Solo de Violino (Manuel Claro), realização de Monique Rutler
- Julgamento (Mendes de Oliveira, 1970), realização de Leonel Vieira
- 100 Eyes (Óscar de Andrade), realização de Thijs Bayens
- Ruth, realização de António Pinhão Botelho

## Telefilmes
- La Reine Morte (Alvar de Souza), realização de Pierre Boutron
- Uma Noite Inesquecível (Tó), realização de Artur Ribeiro
- Je m’Apelle Bernadette (Lacade), realização de Jean Segols
- La Vie d’Un Autre (Dr. Cortés), realização de Patrice Martineau
- Joseph (Paul Tramond), realização de Marc Angelo
- Une Femme  dans la Tourmente (Chamarro), realização de Serge Moati
- Volpone (Le voyageur sceptique), realização de Frédéric Auburtin
- Até Que a Vida nos Separe (Paulo), realização de Jorge Queiroga
- Quase, realização de Francisco Manso

## Séries
- 1991 - Pós de Bem-Querer (Leonel)
- 1992 - O Quadro Roubado
- 1992 - "O Altar dos Holocaustos" (Mário), realização de António Macedo
- 1993 - "Milongo" (Paulo), realização de Bento Pinto da França
- 1997 - "Baldi est La Voleuse d’Amour" (Fusco)
- 1998 - Diário de Maria
- 1998/1999 - Médico de Família
- 1999 - Capitão Roby (Joaquim Robalo)
- 1999 - "A Hora da Liberdade" (Brito e Cunha)
- 2000 - Residencial Tejo
- 2001 - Super Pai
- 2001/2002 - Um Estranho em Casa (Paulo Gonçalves)
- 2004 - Inspector Max
- 2004 - "B.R.I.G.A.D." (Franck Dubreil), realização de Marc Angelo
- 2005 - O Clube das Chaves
- 2008 - Campeões e Detectives
- 2014 - "L'Odyssée"
- 2014 - "Maison Close", realização de Jacques Ouaniche
- 2015 - "Mata-Hari", realização de Julius Berg
- 2018 -Onde Está Elisa?

## Telenovelas
- 1992/1993 - Cinzas - Carlos Amaral Veiga
- 1995/1996 - Primeiro Amor - Paulo Batista
- 1996 - Vidas de Sal - Samuel
- 1999 - Jornalistas - Jaime Santiago
- 1999 - A Lenda da Garça - Vasco Correia Lima
- 2001 - Olhos de Água - Dr. José Cardoso Vilar
- 2002 - Sonhos Traídos - Carlos Reis
- 2003 - O Jogo - Major de Alcacer
- 2006 - Vidas Opostas - Ciprião de Almeida
- 2007 - Conta-me como Foi - Miguel Ângelo
- 2007/2008 - Vila Faia - Nuno Marinhais
- 2014 - O Beijo do Escorpião - Jacques
- 2015 - A Única Mulher - Nuno Sousa Pinto

## Literatura
Publicou O Circo da Lua, conto da sua autoria, Prémio Revelação da Associação Portuguesa de Escritores 2000, com ilustrações de Marina Palácio, Prémio Melhor Ilustração Infantil do Festival de BD da Amadora 2003;
Com o romance Rio Homem, recebe o Prémio Primeira Obra do PEN Clube Portugal 2010.
É um dos autores do romance colectivo "A Misteriosa Mulher da Ópera".
Colaborou em colectâneas como "O Lado de Dentro do Lado de Dentro", coordenado por Filipe Lopes, "Urbano - O Eterno Sedutor", de Eduardo M. Raposo, e "Máscaras, Mistérios e Segredos", coordenado por Paula Godinho.
Adaptou "O Físico Prodigioso", de Jorge de Sena, para o Teatro do Triângulo, e "O Romance da Raposa", de Aquilino Ribeiro,para as Marionetas de Lisboa.
Traduziu "A Orquestra", de jean Anouilh, para o Teatro de Animação de Setúbal, e "Hamlet", de W. Shakespeare, para o Teatro Instável.